# Alonso Pérez de Guzmán (1500-1549)
Alonso Pérez de Guzmán (4 de octubre de 1500—1549), X señor de Sanlúcar, VIII conde de Niebla, V duque de Medina Sidonia y III marqués de Cazaza en África. Noble español perteneciente a la Casa de Medina Sidonia. Hijo de Juan Alonso Pérez de Guzmán, III duque de Medina Sidonia y de Leonor Pérez de Guzmán y Zúñiga (†1515).

## Biografía
A la muerte de su medio hermano Enrique, le sucedió como jefe de su casa. 
Casó en 1513 por poderes con Ana de Aragón y Gurrea, hija del arzobispo de Zaragoza Alfonso de Aragón, hijo natural de Fernando el Católico y definitivamente anulado en 1515. El matrimonio no tuvo descendencia y el duque fue declarado "mentecato e impotente", por su incapacidad para gestionar su casa, así como para procrear. Por ello se anuló el enlace y Carlos I de España aceptó en 1518 el traspaso del ducado a su hermano Juan Alonso, quien se casó con su cuñada Ana de Aragón y Gurrea y consiguió perpetuar la fusión de los dos línajes. 
| Predecesor: Enrique de Guzmán | Duque de Medina Sidonia 1513-1518 | Sucesor: Juan Alonso Pérez de Guzmán |

- Datos: Q2758397